# Длинноухий кенгуру
Длинноухий кенгуру́ (лат. Lagorchestes leporides) — вымерший вид из рода заячьих кенгуру семейства кенгуровые, обитавший в юго-восточной Австралии. Впервые описан Джоном Гульдом в 1840 году.

## Внешний вид и образ жизни
Небольшой кенгуру, немного крупнее и более стройный, чем его ныне живущий родич пучкохвостый кенгуру. Длина его тела составляла около полуметра, хвост достигал 33 см. Окрас меха варьировал от чёрного и бурого до жёлтого; брюхо серовато-белое.
О повадках этого кенгуру известно очень мало. Это было ночное животное, ведущее уединённый образ жизни. Днём оно пряталось в укрытии, сделанном из травы. Если подойти слишком близко, скрывалось быстрыми прыжками. По свидетельству Джона Гульда, однажды одна особь, которую на протяжении 500 метров преследовали собаки, вернулась, запутывая следы, и c расстояния 6 метров от наблюдавшего за ней учёного перепрыгнула ему через голову. Высота прыжка составила 1,8 м.

## Ареал
Обитал во внутренних районах Австралии: на западе штата Новый Южный Уэльс, на востоке штата Южная Австралия (в районе реки Муррей) и на северо-западе штата Виктория. Предпочитал открытые равнины и луга.

## Вымирание
Последним известным представителем этого вида стала самка, добытая в августе 1889 год в Новом Южном Уэльсе. С 1890 года сведений о наблюдениях не было.
Исчезновение обусловлено освоением человеком мест обитания и в связи с интродукцией кроликов и лисиц.

## Фото

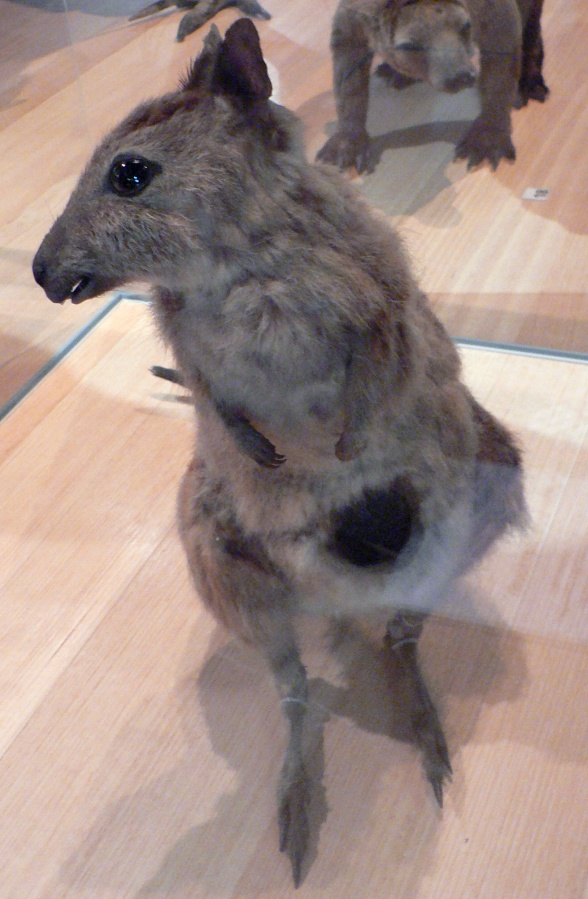
Чучело длинноухого кенгуру в Мельбурнском музее…
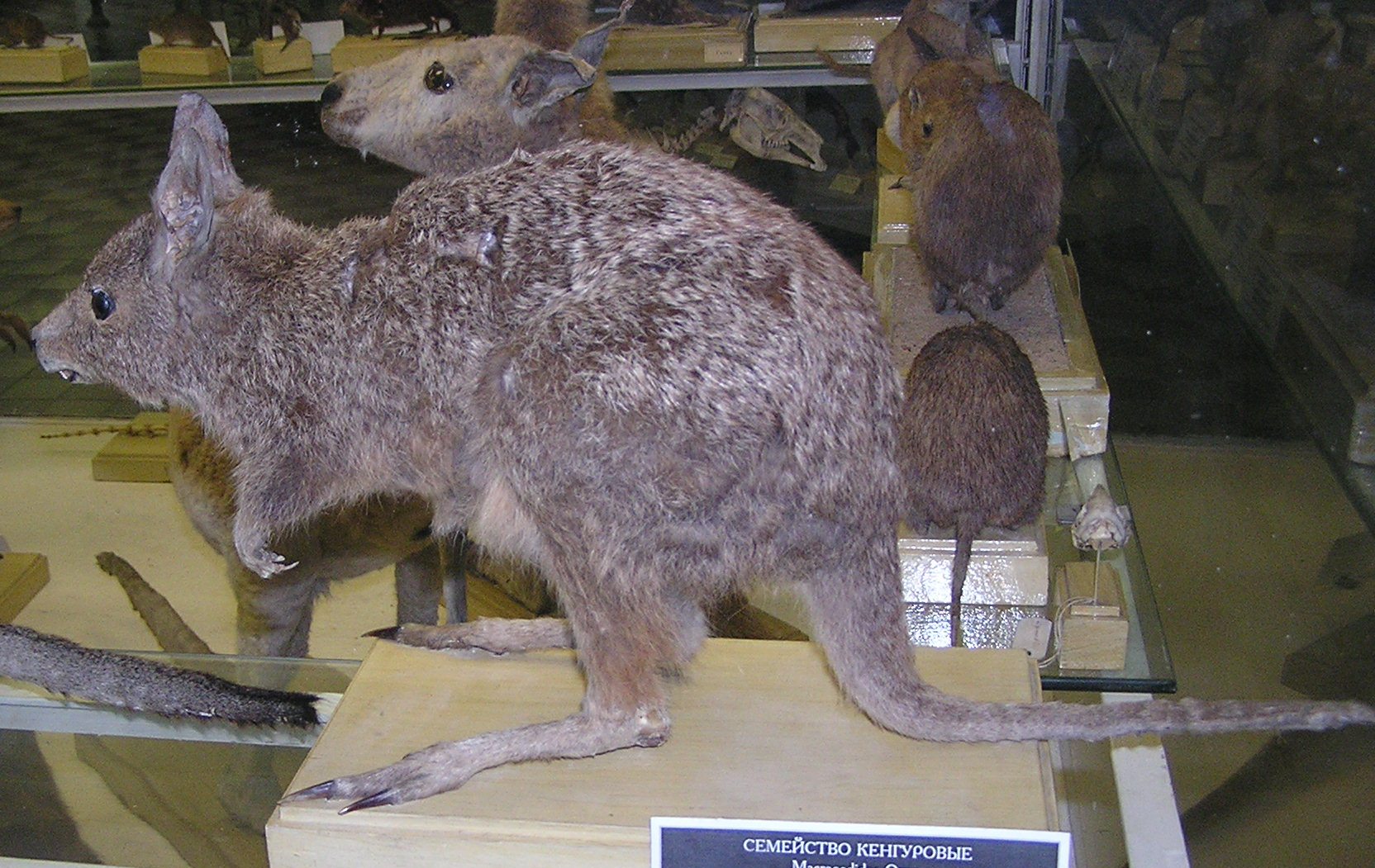
…и в Зоологическом музее в Санкт-Петербурге